# ゴータム・ゴース
ゴータム・ゴース（Goutam Ghose、1950年7月24日 - ）は、インドのベンガル語映画で活動する映画監督、撮影監督。

## 生い立ち
コルカタのヒマングシュ・クマール・ゴースとサンタナの息子として生まれる。初等教育をセント・ジョン教区学校（現在は女子校）で学び、4学年の時に隣接するミッション・ボーイズ・スクールに転校した。最終学歴はコルカタ大学卒業である。

## キャリア
1973年からドキュメンタリーを作り始める。彼はコルカタの演劇活動に積極的に参加し、同時にフォトジャーナリストとしても活動した。ドキュメンタリー映画『Hungry Autumn』『Hungry Autumn』を製作した。その後は長編映画やドキュメンタリー映画を数多く製作している。2017年には映画芸術科学アカデミーに入会している。
主に貧困層と社会から疎外された人々を題材とした映画を製作している。

## フィルモグラフィ

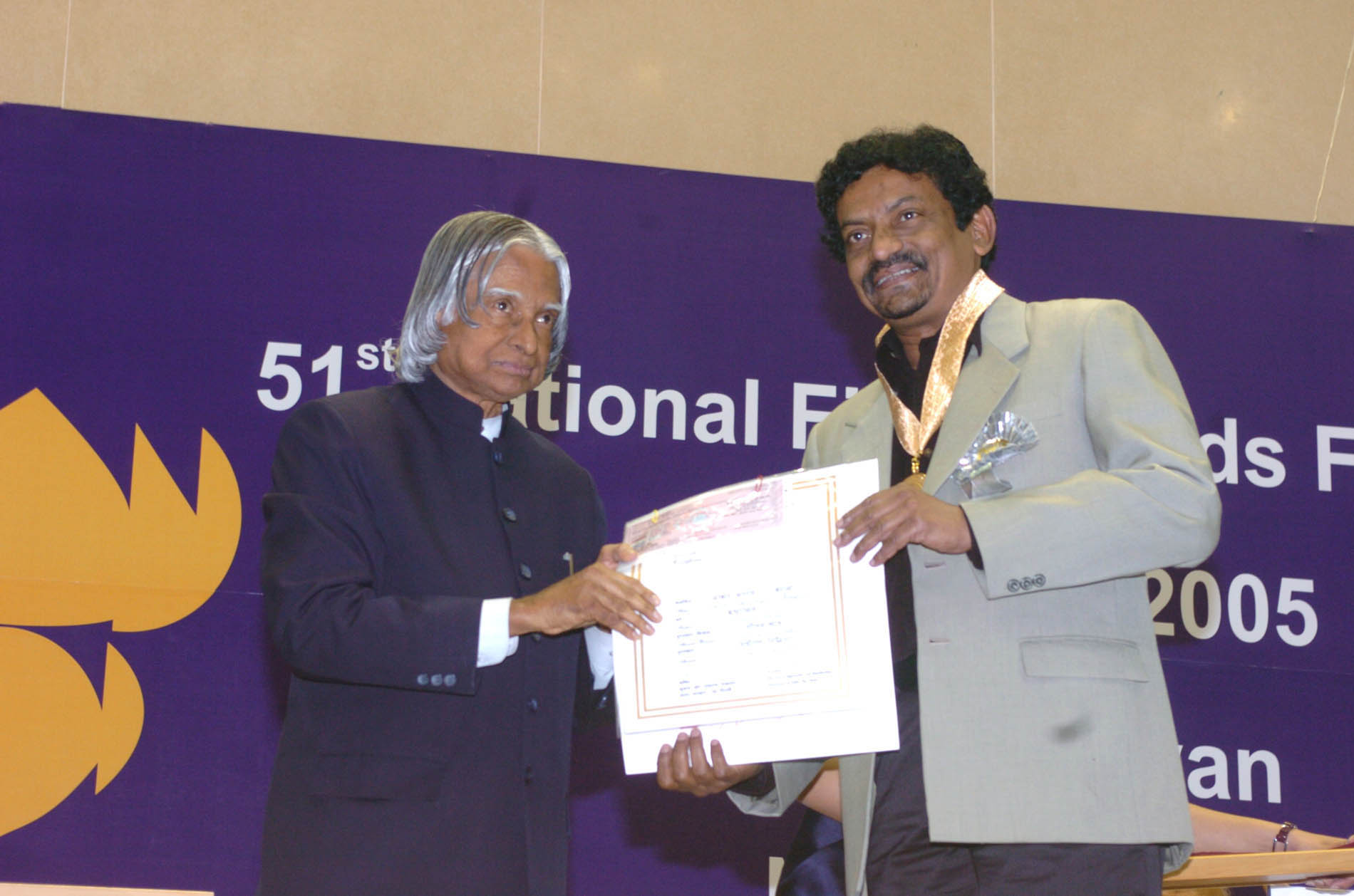
国家映画賞 監督賞を受賞するゴータム・ゴース（2005年）

- Maa Bhoomi（1980年） - 監督
- Dakhal（1981年） - 監督、脚本、音楽監督、撮影監督
- 渡河（英語版）（1984年） - 監督[6]
- Antarjali Jatra（1987年） - 監督、音楽監督[7]
- Padma Nadir Majhi（1993年） - 監督、脚本、音楽監督、撮影監督
- Patang（1993年） - 監督、脚本、音楽監督、撮影監督
- Gudia（1997年） - 監督、撮影監督
- Dekha（2001年） - 監督、脚本
- ミスター&ミセス・アイヤル（英語版）（2002年） - 撮影監督
- Abar Aranye（2003年） - 監督、脚本、音楽監督、撮影監督
- Yatra（2007年） - 監督、脚本、音楽監督、撮影監督
- Kaalbela（2009年） - 監督、音楽監督、撮影監督
- Moner Manush（2010年） - 監督、脚本、音楽監督
- Baishe Srabon（2011年） - 出演
- Shunyo Awnko（2013年） - 監督、脚本、撮影監督
- Chotushkone（2014年） - 出演
- Shankhachil（2016年） - 監督、脚本、音楽監督
- Beyond the Clouds（2017年） - 出演